# یورگن فانگانل
یورگن فانگانل (آلمانی: Jürgen Fanghänel؛ زادهٔ ۱ اوت ۱۹۵۱) بوکسور اهل آلمان بود.